# 愛爾蘭唱片音樂協會
愛爾蘭唱片音樂協會（英語：Irish Recorded Music Association）是於爱尔兰建立的非營利音樂協會，總部設立在都柏林鄧萊里-拉斯當郡。協會是國際唱片業協會的成員，負責製作官方音樂排行榜和頒發唱片銷售認證。在2017年，協會和官方榜单公司達成協議，將由官方榜单公司製作愛爾蘭排行榜。

## 外部連結
- 官方网站
- 愛爾蘭唱片音樂協會榜單網站